# Believe (ジェルのアルバム)
『Believe』（ビリーブ）は、すとぷりのメンバー・ジェルの1stフルアルバム。2021年2月24日発売。発売元はSTPR Records。

## 概要
ジェル初のアルバム。ジャケットにはイラストレーターのnanaoによるイラストが用いられている。
規格品版は以下の通り。
- 初回限定DVD盤：STPR-9016
  - 「黒のユートピア」実写MVメイキング映像、MVを収録したDVD付き[7]。MVはソロとして初の実写で、ダンサーとのシーンがあり、バンドをバックに歌う映像になっている[8]。
- 初回限定ボイスドラマCD盤：STPR-9014/5
  - ジェルのオリジナルアニメ動画「遠井さん」シリーズのオリジナルボイスドラマを収録したCD付き[5]。
- 通常盤：STPR-1008

## 収録曲
1. 黒のユートピア [4:05]
作詞：ジェル
作曲・編曲：木之下慶行
2. 虚 [3:39]
作詞・作曲・編曲：じん
3. あなたに告げる始まりの音 [3:24]
作詞・作曲・編曲：梅とら
4. Wheel of Fortune [3:32]
作詞・作曲・編曲：八王子P
5. 空想エレクティカ [3:34]（ななもり。×ジェル）
作詞・作曲：れるりり
編曲：teppe
6. ワンダラー [3:26]
作詞・作曲：Ayase
Remix：すずみ
オリジナル：さとみ
7. Monopolize [4:10]
作詞・作曲：蝶々P
編曲：谷口尚久
オリジナル：ころん
8. 夜桜非行 [3:04]
作詞：るぅと×TOKU
作曲：るぅと×松
編曲：松
オリジナル：るぅと
9. 悪い人 [3:21]
作詞・作曲・編曲：syudou
オリジナル：ななもり。
10. 帝都群青（Believe ver.） [3:34]
作詞・作曲・編曲：R Sound Design
11. ポーカーダンス [3:34]
作詞・作曲：ジェル
編曲：益田陽太
12. Sコート [3:44]
作詞・作曲：ジェル
編曲：ChangNao
13. Always（Believe ver.） [5:22]
作詞・作曲：ジェル
編曲：KOUTAPAI
14. JUMP AND FLY [4:08]
作詞：谷口尚久
作曲・編曲：山下和彰
15. Believe [4:00]（すとぷり）
作詞：ジェル
作曲：るぅと×松
編曲：松

## チャート成績
- オリコンデイリーアルバムランキングの最高順位は2021年2月23日付[1]、2月26日付[9]、2月27日付[10]、2月28日付[11]の2位。
- オリコン週間アルバムランキングの最高順位は2021年3月8日付の3位[2]。オリコン週間合算アルバムランキングの最高順位は2021年3月8日付の3位[3]。